# Câu lạc bộ bóng đá Yotha
Yotha FC là một câu lạc bộ bóng đá tại Viêng Chăn, Lào. Thành lập ban đầu năm 1997, với tên gọi MCTPC FC (Bộ Truyền thông, Giao thông vận tải, Bưu điện và Xây dựng), trước khi đổi tên thành MPWT FC (Bộ Công chính và Vận tải) năm 2008. Câu lạc bộ đổi tên lần nữa mùa 2012 thành Yotha FC. Câu lạc bộ từng 3 lần vô địch 3 Lao League vài các năm 2002, 2003 và 2011 và vô địch Cup Thủ tướng năm 2003 và 2007.

## Nhà tài trợ
| Giai đoạn | Áo đấu      | Nhà tài trợ  |
| --------- | ----------- | ------------ |
| 2010      | FBT         | Lao Toyota   |
| 2011–2013 | Gn Sport    | Lao Airlines |
| 2014-     | Grand Sport | Lao Airlines |

## Đội hình hiện tại
Ghi chú: Quốc kỳ chỉ đội tuyển quốc gia được xác định rõ trong điều lệ tư cách FIFA. Các cầu thủ có thể giữ hơn một quốc tịch ngoài FIFA.
| Số | VT | Quốc gia | Cầu thủ                     |
| -- | -- | -------- | --------------------------- |
| 1  | TM | Lào      | Sourasay Keosouvandaeng     |
| 2  | HV | Lào      | Saynakhonevieng Phommapanya |
| 3  | HV | Brasil   | Paulo Senna                 |
| 4  | TV | Lào      | Dao Khotsayya               |
| 5  | HV | Lào      | Thepsawanh Mouradok         |
| 6  | HV | Lào      | Chandalaphone Liepvisay     |
| 7  | TV | Ý        | Baggio Koller               |
| 9  | TĐ | Gambia   | Oleyy Zenbos                |
| 11 | TĐ | Lào      | Syla Kayyarath              |

| Số | VT | Quốc gia | Cầu thủ                |
| -- | -- | -------- | ---------------------- |
| 12 | HV | Lào      | Chansamay Manmanivong  |
| 13 | TV | Lào      | Saysana Intavong       |
| 14 | HV | Lào      | Suksavanh Vongsangduen |
| 15 | TV | Lào      | Puttavong Sapagde      |
| 16 | TĐ | Thái Lan | Tristan Kiatusai       |
| 17 | HV | Lào      | Sangpeth               |
| 18 | TĐ | Lào      | Sitthideth Khanthavong |
| 19 | TV | Brasil   | Luis Cesar             |
| 20 | TV | Lào      | Vanpadith Punmaha      |
| 21 | HV | Lào      | Sousadakone Liepvisay  |
| 22 | HV | Lào      | Kitsada Thongkhen      |

## Danh hiệu
- Lao League: 3[4]

2002, 2003 (với MCTPC FC), 2011 (với MPWT FC).
- Cúp Thủ tướng Lào: 2[5]

2003 (với MCTPC FC), 2007 (với MPWT FC).Note 1
- Lao National Games: 1[5]

2008 (với MPWT FC)

## Thành tích tại ASEAN
- ASEAN Club Championship: 1 mùa

2003: (MCTPC FC) Vòng bảng, Ghi chú 2
Ghi chú 2:Nguồn ghi MCTPC FC là Telecom and Transportation.

### Thành tích tại Singapore Cup
- Singapore Cup: 1 mùa:

2012: Vòng 1:
| Albirex Niigata (S) | 1 – 0  | Yotha FC |
| ------------------- | ------ | -------- |
| Sato 75'            | Report |          |

## Câu lạc bộ liên kết
- BEC Tero Sasana F.C.

## Huấn luyện viên
- Bounlap Khenkitisak (1997–2009)
- Somsack Keodara (2010-2013)
- Frank Truisms (2013-nay)